# Цазински партизански одред
Цазински народноослободилачки партизански (НОП) одред је био партизанска јединица у саставу Народноослободилачке војске и партизанских одреда Југославије током Другог светског рата у Босни и Херцеговини.

## Историјат
Формиран је 8. септембра 1943. од бораца 8. крајишке НОУ бригаде и нових бораца из околине Цазина. Приликом формирања имао је два батаљона са 262 борца. Дејствовао је на просторији Бихаћ, Велика Кладуша, Цазин, Босанска Крупа. У октобру 1943. садејствовао је 4. бригади 7. ударне дивизије у нападу на Отоку, у чишћењу подручја Велика Кладуша, Пећиград, Скокови, рејона Бужима и Врнограча од муслиманске милиције, и у нападу на Цазин 14/15. новембра. Од 6. до 20. децембра 1943. учествовао је у Кордунашко-банијској операцији (шифровани назив Пантер) у борбама око Кладуше и на јужним падинама Петрове горе, против делова немачке 371. дивизије. Расформиран је 8. фебруара 1944, кад његове јединице улазе у састав новоформиране 1. муслиманске бригаде Унске оперативне групе.